# Enkebrænding
Enkebrænding (sati eller suttee) er en indisk begravelsesskik, hvor den afdødes enke mere eller mindre frivilligt lader sig brænde på sin mands ligbål.
Enkebrænding er i dag stort set afskaffet; den seneste veldokumenterede sag er fra 1988, hvor den 19-årige enke Roop Kanwar blev brændt.[kilde mangler]